# Тимчасовий уряд Португальської Республіки

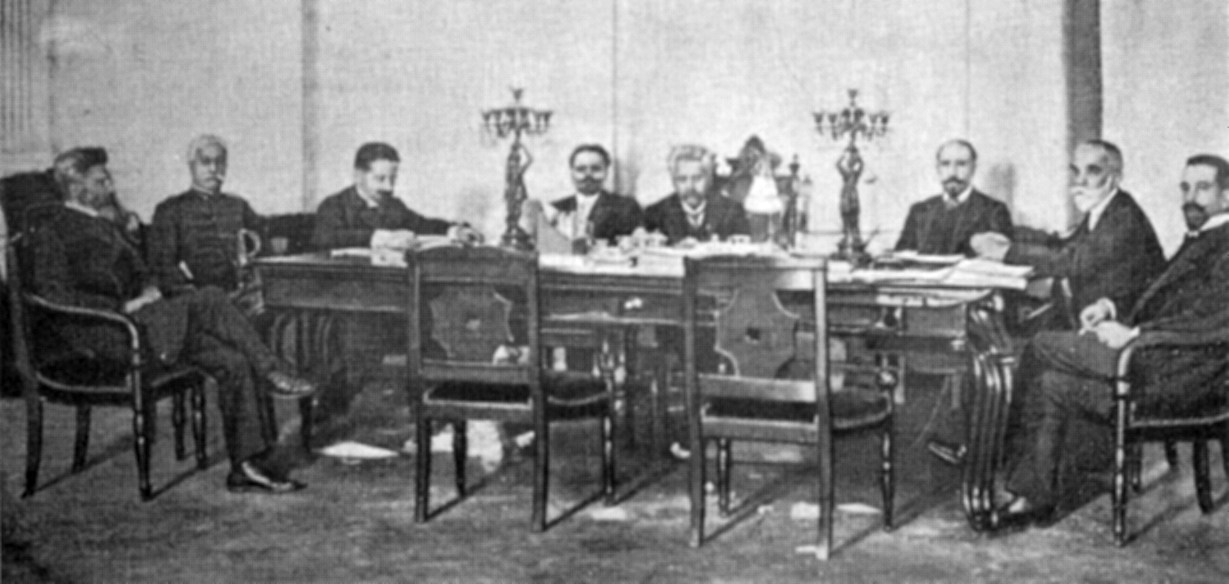
Засідання Тимчасового уряду Португалії, 1910 р.

В результаті революції 5 жовтня 1910 року монархію в Португалії було повалено, а після проголошення Португальської Республіки для керівництва нацією було призначено Тимчасовий уряд (порт. Governo Provisório da República Portuguesa), який мав існувати до прийняття Основного закону.
Головою цього уряду, повністю сформованого з представників республіканської партії (головним мотором революції), було обрано старого і шанованого Теофілу Брагу; у той час як до складу уряду входили такі члени:
- Антоніу Жозе де Алмейда (на посаді міністра внутрішніх справ);
- Афонсу Кошта (на посаді міністра юстиції і культів);
- Жозе де Машкареньяш Релваш (на посаді міністра фінансів);
- Бернардіну Машаду (на посаді міністра закордонних справ);
- Антоніу Луїш Гоміш (на посаді міністра економіки);
- полковник Антоніу Шавіер Коррея Баррету (на посаді міністра збройних сил);
- комендант Амару Жуштініану де Азеведу Гоміш (на посаді міністра ВМФ).

Подібний склад уряду отримав певне невдоволення, головним чином спрямоване на адресу Афонсу Кошти і Базіліу Телеша — одних із засновників партії. Це невдоволення спричинило зміну складу уряду. Таким чином, вже 12 жовтня 1910 року Базіліу Телеш (на посаді міністра фінансів) був замінений на Жозе Релваша; Антоніу Луїш Гоміш (інший призначений) був переведений у Ріо-де-Жанейро на посаду міністра Португалії (посла), а на посаду міністра економікі був призначений Бріту Камашу (22 листопада того ж року).
Тимчасовий уряд проіснував до затвердження Конституції 1911 року (24 серпня 1911 року), саморозпустившись 4 вересня того ж року, поступившись першому конституційному уряду, під головуванням Жуау Піньєйру Шагаша.
За весь період свого існування Тимчасовий уряд намагався вивести країну з глибокої кризи, прийнявши цілу низку декретів, через які було втілено в практику багато демократичних і республіканських задумів. Серед найголовніших були такі: вигнання єзуїтів, заборона проведення релігійних процесій за периметрами церков, загальна амністія для тих, хто був засуджений за злочини проти церкви і релігії, за підрив державної безпеки, за проведення робітничих страйків серед інших. Було опубліковано закон про пресу, про реорганізацію юстиції, змінено кодекс військової юстиції, податкову систему, а також організацію рахункової палати.